# برايان إدينسون
برايان إدينسون أنغولو موسكيرا (Brayan Edinson Angulo Mosquera) (19 يوليو 1993 - ) هو لاعب كرة قدم كولومبي محترف. يلعب حالياً في المريخ السوداني في مركز خط الوسط.